# FC Gloria Buzău
FC Gloria Buzău was een Roemeense voetbalclub uit Buzău.

## Geschiedenis
De club werd begin jaren 70 opgericht en slokte meteen de oude club van de stad, Metalul, op en nam die plaats over in de Roemeense derde klasse. In het eerste jaar kon de club al promotie afdwingen.
Na een aantal seizoenen kon de club in 1978 doorstoten naar de hoogste klasse. In het eerste seizoen versloeg de club thuis het almachtige Steaua Boekarest met 4-1. De club vocht tegen de degradatie en versloeg op drie speeldagen van het einde UT Arad wat uiteindelijk degradeerde. Het volgende seizoen werd de club echter laatste met 15 punten, de voorlaatste in de stand had het dubbel.
Na vier seizoenen tweede klasse keerde de club terug en werd knap vijfde, het beste resultaat. Het volgende seizoen kwam de ontnuchtering en Gloria vermeed degradatie maar met één puntje. In 1987 was er geen ontkomen meer aan degradatie.
De volgende twee decennia bracht de club in de tweede klasse door en zelfs enkele seizoenen in de derde klasse. Door financiële problemen leek een faillissement dichtbij. Maar met investeerder Aural Brebeanu kwam de club er weer boven op en promoveerde in 2007 zelfs opnieuw naar de hoogste klasse. Na twee seizoenen degradeerde Gloria. In 2016 degradeerde de club naar de derde klasse en ging failliet. 
Er werd een nieuwe club opgericht, FC Buzău, dat in de Liga V van start ging en meteen promotie kon afdwingen. In de zomer van 2017 nam de club de naam SCM Gloria Buzău aan en promoveerde naar de Liga III in 2018. In 2019 volgde een derde opeenvolgde promotie. Na twee seizoenen in de middenmoot nam de club opnieuw de naam FC Buzău aan, maar in de zomer van 2022 werd opnieuw de historische naam aangenomen. In 2024 promoveerde de club naar het hoogste niveau als nummer 4 omdat de nummers 2 en 3 in gemeentelijke handen zijn en de clubs in Liga 1 in private handen moeten zijn.